# منظمة أوردر
منظمة أوردر (منظمة تنادي بسيادة البيض)
ان منظمة أوردر والتي تدعى بالالمانية (Bruder Schweigen)
و يعني ذلك (الأخوة يلتزمون الصمت), وتدعى بالأنجليزية الأخوية الصامتة، أو على نطاق ضيق «حركة المقاومة الاّرية».
أوردر هي منظمة عنصرية ارهابية تدعو بتفوق البيض على الملونين ونشطت في الولايات المتحدة الأمريكية في الفترة ما بين أيلول 1983 إلى كانون الأول 1984 كانت هذه المنظمة تمول نفسها من خلال عمليات السطو المسلح. حيث أُدين 10 أعضاء فيها بتهم الابتزاز وسلب الأموال والكسب غير المشروع، واثنان آخران
لدورهما في مقتل مقدم البرامج الإذاعية ألان بيرغ في عام 1984
الشعار: «آلهتنا هي فأس المعركة وأسلحة الحرب، ومن أجلها سوف نمزق الأمم وندمر ممالك».
| أيلول 1983، منذ 35 عام                                                                                                | التشكيل       |
| كانون الثاني 1984 | الانقراض      |
| عنصرية للبيض، مسيحية الهوية، فاشية حديثة، نازية حديثة، متعصبة للبيض، ارهاب محلي، تحرض على الثورة                      | النوع         |
| مجموعة شبه مسلحة تحرض على ثورة العرق الأبيض ضد "حكومة الاحتلال الصهيونية" وتأسيس وطن للبيض في غربي شمال المحيط الهادي | الغاية        |
| الولايات المتحدة الأمريكية                                                                                            | المكان        |
| روبرت جاي ماثيوز (قائد)                                                                                               | ابرز الشخصيات |

التاريخ
أسس هذه المنظمة الارهابية روبرت جاي ماثيوز في اواخر سبتمبر عام 1983 في مزرعة ماثيوز بالقرب من ميتالين، واشنطن. مزرعة ماثيوز هي المكان الذي تدرب فيه أعضاء المنظمة. وقد تعمد ماثيوز في ديانة المورمون كمدرسة ثانوية. قام بتشكيل «أبناء الحرية» وهي مليشيا مناهضة للشيوعية معظمها تتكون من المورمون الباقين على قيد الحياة، الاصوليين والمقربين من جون سنجر الذين ليس لهم صلة بالتنظيم التاريخي الذي يحمل نفس الاسم. كان الهدف الرئيسي لهذه المنظمة هو قيام ثورة ضد الحكومة الأمريكية، والذي يعتقد اعضاؤها واعضاء الجماعات الأخرى ذات التفوق الابيض، ان يسيطر عليهم عصابة من اليهود البارزين. سميت المنظمة على اسم مجموعة ارهابية خيالية في رواية وليام لوثر بيرس بعنوان يوميات تيرنر وقد تم تصميمها جزئياً. شملت اهداف المنظمة على تأسيس وطن (أصبح الآن المنطقة الشمالية الغربية الإقليمية) حيث سيتم منع اليهود وغير البيض.
وغالباً ما أشاروا إلى حكومة الولايات المتحدة الفيدرالية بأسم ZOG وهو اختصار للحكومة الصهيونية المحتلة.
تتكون أعضاء المنظمة من راندي ايفانز وغاري ياربورو، بروس بيرس، دينفر بارمنتر، فرانك دي سيلفا (المعروف ايضاً باسم فرانك سيلفا)، ريتشارد سكوتاري، ديفيد لين، راندي ديوي، وديفيد تيت
كانت هذه المنظمة تمول نفسها من خلال عمليات السطو
المسلح. حيث أُدين 10 أعضاء فيها بتهم الابتزاز وسلب الأموال والكسب غير المشروع،
واثنان آخران<o:p></o:p>قامت المنظمة الارهابية بوضع قائمة من الاعداء، وفي 18 يونيو عام 1984، قتل مضيف برنامج الحوارات الاذاعية ألان بيرغ امام منزله على يد بروس بيرس، بمساعدة أعضاء اخرين من المنظمة. كان بيرغ هو الرجل الثاني في قائمة المنظمة. في ديسمبر عام 1984 تمكن السلطات من تعقب ماثيوز إلى منزل في جزيرة ويدبي حيث رفض الاستسلام. اثناء تبادل اطلاق النار، تم اشعال النار في المنزل من خلال القنابل الحارقة، واشتعلت فيه النيران، وقتل ماثيوز. يعتبر ماثيوز شهيداً من قبل بعض القوميين البيض.
كانت هذه المنظمة تمول نفسها من خلال عمليات السطو
المسلح. حيث أُدين 10 أعضاء فيها بتهم الابتزاز وسلب الأموال والكسب غير المشروع،
واثنان آخران<o:p></o:p>التمويل
كانت هذه المنظمة تمول نفسها من خلال عمليات السطو
المسلح. حيث أُدين 10 أعضاء فيها بتهم الابتزاز وسلب الأموال والكسب غير المشروع،
واثنان آخران<o:p></o:p>بعد ذلك، ناقشت المنظمة كيفية تمويل احداثها، والنظر في تقديم العطاءات على عقود الاخشاب، وتزوير الاموال، والتمويل من الشتات من دول النفط في الخارج، والسرقة. على الرغم من ان عقود الاخشاب كانت قانونية، الا ان النقود المزيفة استندت إلى المثل الاعلى للمجموعة لانها فوضت الحكومة بتخفيض قيمة العملة الأمريكية. تم رفض عملية السطو كخيار أول بسبب طبيعتها الخاطئة، إلى ان اقترح شخص ما ان يتمكنوا من سرقة تجار المخدّرات وتجار المنشطات، الامر الذي من شانه ان يجمع الاموال للمنظمة وكذلك يعيق مجرمي الشوارع عن عملهم.
كانت هذه المنظمة تمول نفسها من خلال عمليات السطو
المسلح. حيث أُدين 10 أعضاء فيها بتهم الابتزاز وسلب الأموال والكسب غير المشروع،
واثنان آخران<o:p></o:p>فازت الجمعية بعرض على عقد لتزيين الاخشاب في برّية سالمو بريست. بعد خمس ساعات من العمل الشاق، قرر ماثيوز ايقاف العمل والعودة إلى المنزل. عند عودته إلى الشاحنات، تمتم ديفيد لين قائلاً: «حسناً، سنفكّر أفضل من تفكير آباءنا، لأننا لسنا متأكدين من الرجال، بينما يذكر ماثيوز قائلاً: ان المردود من الوظيفة» لن تموّل الجناح الأيمن لمدة اسبوع على اية حال. قررت المنظمة تجربة ايديهم في عمليات السطو، ومحاولة استهداف العملاء وتجّار المخدرات. بعد اسابيع من بقاء الرجال السود في السيارات الملفتة وادراكهم، لم يكن لديهم أي فكرة عن العميل أو تاجر المخدرات كيف يبدو شكله، قرروا الانتقال إلى جرائم أخرى للتمويل.
كانت هذه المنظمة تمول نفسها من خلال عمليات السطو
المسلح. حيث أُدين 10 أعضاء فيها بتهم الابتزاز وسلب الأموال والكسب غير المشروع،
واثنان آخران<o:p></o:p>
جمعت المنظمة الارهابية المال من خلال الجريمة العنيفة. بدأ ذلك بسرقة متاجر بيع الادوات الجنسية، والذي حقق لهم 10.10.369 دولاراً، وكانت هجماتهم التالية أكثر فعالية، بما في ذلك العديد من عمليات السطو على البنوك المربحة، بالإضافة إلى تفجيرات مسرح وكنيس. اجرت المنظمة عملية تزوير كبيرة، ونفذت سلسلة بحاجة إلى تنوية لسرقة سيارات مصفحة تابعة للبنك، بما في ذلك واحدة بالقرب من يوكيا، في كاليفورنيا والتي بلغت 3.6 مليون دولار وتم توزيع عائدات هذه السرقات على قادة المجموعات المتعاطفة معهم مثل وليام بيرس في (التحالف الوطني) وفرازير جلين ميلر جونيور في (حزب باتريوت الأبيض).

## الإدانات
حوكم عشرة أعضاء من المنظمة وأُدينوا بموجب قوانين منظمة (مضرب المنظمات المتضررة والفساد) بمساعدة شهادة فرازير جلين ميلر، الذي شهد ضد أعضاء المنظمة من اجل تخفيض الحكم الخاص به. في محاكمة منفصلة، حوكم ثلاثة أعضاء اخرين من المنظمة وأدينوا لانتهاك الحقوق المدنية ل ألان بيرغ. لم يتم توجيه اتهام لأحد في اغتيال بيرغ. ديفيد لين، سائق المهرب للمهاجمين في بيرغ، حكم عليه بالسجن لمدة 190 سنة متّهم بتهمة الابتزاز والتأمر وانتهاك الحقوق المدنية لبيرغ. توفي في السجن عام 2007. حكم على عضو المنظمة بروس بيرس بالسجن لمدة 252 عام لتورطه في جريمة قتل بيرغ. وتوفي لاسباب طبيعية في مجمع الينوود الفيدرالي للأصلاح في 16 من أغسطس عام 2010، عن عمر يناهز 56 عاماً. مثل ماثيوز ولين وبيرس، يعتبرون من قبل العديد من المتعصبين البيض ابطالاً، حيث انهم سجناء سياسيين وشهداء. في محاكمة أخرى، اتهم 14 رجلاً بارتكاب الفتنة والتأمر وانتهاكات الحقوق المدنية. تمت تبرئة ثلاثة عشر منهم، ورفض القاضي التهم الموجهة إلى الرجل الرابع عشر لعدم كفاية الادلة.
زعم تقرير الإذاعة الوطنية العامة لسنة 2011، أن بعض الاشخاص المرتبطين بهذه المنظمة كانوا مسجونين في وحدة إدارة الاتصالات الصارمة.
حكم على ريتشارد سكوتاري وهو ايضاً عضو في المنظمة بالسجن لمدة 60 عاماً في سنة 1986 وتم نقله إلى سجون الولايات المتحدة الأمريكية في مقاطعة ألينوي (Marion) في يوليو عام 2008.